# Isaak Auerbach
Isaak Auerbach (* 11. April 1827 in Vreden; † 9. Juni 1875 in Köln) war ein deutscher Architekt, Land- und Wasserbaumeister und Baumeister.

## Leben und Bauten
Isaak Auerbach war ein Sohn des Kaufmanns Levy Auerbach und der Caroline Kaufmann, geb. Leib. Er studierte wahrscheinlich in Berlin und ließ sich in den 1860er Jahren in Köln nieder, um dort als Land- und Wasserbaumeister zu arbeiten. Dazu hatten ihm wahrscheinlich seine Onkel geraten, die Immobilienmakler und Gutsbesitzer Markus und Jacob Kaufmann. Letzterer trug ab 1870 den Namen „Ritter von Kaufmann-Asser“. Diese beiden Onkel arbeiteten mit der Firma Joseph Kaufmann & Söhne zusammen und waren als Immobilienhändler sehr erfolgreich.
Auerbach baute in Köln unter anderem 1862/63 für seine beiden Onkel ein palaisartiges Haus mit der Adresse Am Hof 20–22. Dieses Bauwerk im Stil der Neorenaissance entstand auf dem Grundstück des einstigen Brabanter Hofs, der 1860 abgerissen worden war. Im Inneren war es mit Malereien von Theodor Mintrop ausgeschmückt. Das Gebäude diente nach dem Ersten Weltkrieg der britischen Besatzungsmacht als Hauptquartier und wurde 1927 abgerissen, um dem Haus Baum Platz zu machen, das von Helbig & Klöckner entworfen wurde.
Bei Auerbach wurde der Architekt Georg Düssel ausgebildet; aus seinem Arbeitszeugnis geht hervor, mit welchen Projekten Auerbach sich in der Zeit von 1865 bis 1868 beschäftigte: Er arbeitete für den A. Schaaffhausen’schen Bauverein und plante Neubauten für Jakob Langen in der Martinsfeldstraße 41, für den Bergingenieur August Marx in Bonn (Bonner Talweg 4) und für den Konzertmeister Otto von Königslöw in der Kölner Taubenstraße bzw. in der Jahnstraße 24.
Langens Haus, ursprünglich als Villa geplant, war ein fünfachsiges Bauwerk in einem Stilgemisch aus Klassizismus und Renaissance. Es existierte bis 1935. Königslöws backsteinsichtiges Haus in der Jahnstraße 24 ist nicht erhalten. Für Königslöw entwarf Auerbach auch das – ebenfalls nicht erhaltene – Haus Frankstraße 5, das spiegelbildlich zum Nachbarhaus mit der Nummer 3 angelegt war. Dieses Haus war von Friedrich Wilhelm Bringsken entworfen worden.
Über zahlreiche Bauten Auerbachs lassen sich nur Vermutungen anstellen. Gesichert ist seine Urheberschaft an den Häusern Friedenstraße 22 und 24, möglicherweise seinen letzten Bauten. Wolfram Hagspiel schließt aus dem Kundenkreis, den Auerbach bediente, „dass Isaak Auerbach in den rund 15 Jahren seines Wirkens in Köln eine höchst angesehene Architektenpersönlichkeit war, deren guter Ruf auch jenseits der Grenzen dieser Stadt bekannt war“.
Am 3. Januar 1865 heiratete Isaak Auerbach Elisabeth Wilhelmina Fischer, eine Tochter des Königlichen Landrentmeisters und Geheimen Rechnungsrates Johann Fischer.